# Siring
Siring is een bestuurslaag in het regentschap Sidoarjo van de provincie Oost-Java, Indonesië. Siring telt 604 inwoners (volkstelling 2010).